# 普莱桑斯 (维埃纳省)
普莱桑斯（法語：Plaisance，法語發音：[plɛzɑ̃s] ⓘ）是法国新阿基坦大区维埃纳省的一个市镇，位于该省东南部，属于蒙莫里永区。

## 地理
普莱桑斯（46°19'54"N, 0°52'22"E）面积13.11 平方千米，位于法国新阿基坦大区维埃纳省，该省份为法国中西部省份，北起曼恩-卢瓦尔省和安德尔-卢瓦尔省，西接德塞夫勒省，南至夏朗德省，东南接上维埃纳省，东临安德尔省。
与普莱桑斯接壤的市镇（或旧市镇、城区）包括：阿德里耶、拉蒂-圣雷米、穆利姆、索尔热。

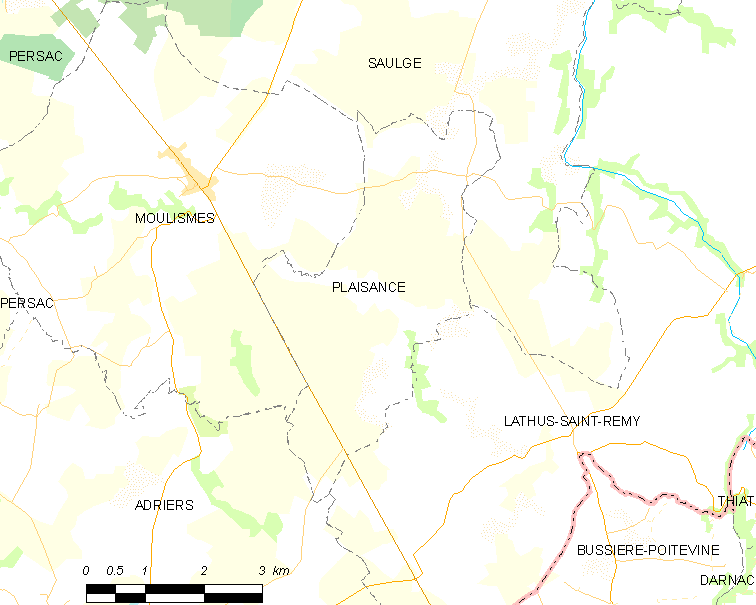
的OSM定位图

普莱桑斯的时区为UTC+01:00、UTC+02:00（夏令时）。

## 行政
普莱桑斯的邮政编码为86500，INSEE市镇编码为86192。

## 政治
普莱桑斯所属的省级选区为蒙莫里永县。

## 人口

1962-2008年间人口变化图示

普莱桑斯于2022年1月1日时的人口数量为177人。